# Anarquia em Samarra

Califas abássidas no século IX

O termo Anarquia em Samarra se refere ao período entre 861 e 870 na história do Califado Abássida, que foi marcado por uma extrema instabilidade e a sucessão de forma violenta de quatro califas, que se tornaram marionetes nas mãos de poderosos grupos militares rivais.

## História
O termo deriva do nome da capital e sede da corte do califado na época, a cidade de Samarra. A "anarquia" começou em 861, com o assassinato de Mutavaquil pelos gulans, sua guarda pessoal turca. Seu sucessor, Almontacir, reinou por seis meses até morrer, possivelmente envenenado pelos chefes militares. Ele foi, por sua vez, sucedido por Almostaim. Divisões internas nas forças militares turcas permitiram que ele fugisse para Bagdá em 865, com o apoio de parte dos líderes turcos e dos taíridas. Porém, o resto do exército turco aclamou um novo califa - Almutaz - marchou contra Bagdá, cercando a cidade e forçando uma rendição no ano seguinte, um conflito que ficou conhecido como guerra civil abássida. Almostaim foi exilado e executado. Almutaz, que era um líder habilidoso e energético, tentou controlar os líderes militares e excluí-los da administração civil, mas encontrou forte resistência. Finalmente, em julho de 869, ele também foi deposto e assassinado. Seu sucessor, almutadi, também tentou reafirmar o poder dos califas, mas foi também assassinado em junho de 870.
Com a morte de Almutadi e a ascensão de Almutâmide, a facção turca reunida sob a liderança de Muça ibne Buga que, por sua vez, tinha relações muito próximas com o irmão do califa e vizir Almuafaque, se tornou dominante na corte califal, terminando a "anarquia". Embora o Califado Abássida tenha demonstrado uma leve recuperação nas décadas seguintes, a crise da "Anarquia em Samarra" causaram um duro e permanente golpe na estrutura e no prestígio do governo central do califado, encorajando e abrindo caminho para ideias secessionistas e rebeldes nas províncias do estado.